# 케드로비
케드로비(Кедровый)는 톰스크 주에 있는 도시이자 추식 강(오비 강의 지류)에 면한 도시이다. 인구는 2만500명이다(2001년).